# 贾敬芬
贾敬芬（1938年5月—2020年2月11日），女，河北省深泽县人，中国细胞生物学家，西北大学教授。

## 生平
1938年5月出生于河北省深泽县。1957年考入兰州大学生物系植物专业。1965年毕业于兰州大学细胞学研究生专业，师从郑国锠。1967年至1970年，在中国农业科学院工作。1971年1月至1996年7月，在兰州大学生物系细胞生物学研究室工作，历任副教授、教授、研究室主任、博士生导师。1979年10月至1981年10月在瑞士巴塞尔的弗雷德里希·米歇尔研究所任访问学者。在原生质体培养、体细胞杂交、农作物抗逆突变体筛选和植物细胞遗传转化等方面有创造性成果。曾任中国细胞生物学会副理事长，中国植物学会细胞专业委员会委员。参加编写《植物原生质体培养》等专著。1989年获全国三八红旗手称号。1991年起享受国务院政府特殊津贴。1996年8月起，在西北大学生命科学学院工作。
2020年2月11日21时30分在北京逝世，享年81岁。